# 吴中集团
江苏吴中集团有限公司（Jiangsu Wuzhong Group Co.,Ltd）是一家位于江苏省苏州市的民营企业，集团现拥有以城市化运营及开发、金融服务、汽车销售为主力板块的产业布局，资产规模和销售收入均超百亿元人民币。

## 历史
前身为“吴县吴中工艺厂”，1992年吴县吴中工艺厂联合一批同类型企业组建成立“吴县工艺制衣集团公司”；1993年4月更名为“江苏吴中集团公司”；1994年4月，吴中集团发起组建成立江苏吴中实业股份有限公司，并于1999年4月在上海证券交易所挂牌上市，股票代码600200。现时已不再由吴中集团控股。
2003年，吴中集团更名为“江苏吴中集团有限公司”；同年12月，吴中区供水公司实行改制，并更名为苏州吴中供水有限公司，由吴中集团管理。2003年1月，吴中集团与扬州城建国有资产公司联合组建“江苏凯运建设开发有限公司”，由吴中集团控股，其首个项目为“凯运天地”。
2013年10月28日，吴中集团旗下企业中國匯融金融在香港交易所上市。
2013年11月22日，吴中集团原董事长朱天晓因卷入季建业案被有关部门调查。其本人已于2014年1月完成调查，但露面次数较少。

## 组织架构
- 吴中地产（主营地产）
- 吴中嘉业
- 中元建设
- 吴中供水
- 天利和汽车
- 太湖新天地
- 皖江文化旅游股份
- 吴中教育投资
- 吴中高科
- 中國匯融金融（蘇州市吳中典當有限責任公司）